# Cinkciarz.pl
Cinkciarz.pl – polskie przedsiębiorstwo segmentu fintech oferujące wielowalutowe usługi finansowe. Zostało założone w 2010 roku przez Marcina Pióro. 10 marca 2025 Sąd Rejonowy w Zielonej Górze zarejestrował wniosek o upadłość spółki Cinkciarz.pl, a postanowieniem z 28 marca 2025 roku tenże sąd ustanowił tymczasowego nadzorcę sądowego.
Cinkciarz.pl oferuje usługi finansowe, w tym wymianę walut, przekazy pieniężne, płatności online, wielowalutowe karty płatnicze, pożyczki wielowalutowe i usługi inwestycyjne. Fintech udostępnia także serwis analiz gospodarczych oraz dostęp do bieżących kursów walut i kryptowalut. Cinkciarz.pl sp. z o.o. wraz z innymi spółkami, m.in. z Conotoxia sp. z o.o., Conotoxia Ltd., Conotoxia, Inc., wchodzi w skład grupy Conotoxia Holding i jest dostawcą usług dla odbiorców indywidualnych oraz firm. Główna siedziba przedsiębiorstwa znajduje się w Zielonej Górze, a pozostałe biura w Warszawie, w USA i na Cyprze.

## Produkty
Dla klientów indywidualnych:
- Wymiana walut online
- Przekazy pieniężne
- Płatności w sklepach internetowych
- Pożyczki walutowe przez internet
- Karty płatnicze (fizyczne i wirtualne), dla płatności w złotówkach i ponad 160 innych walutach
- Usługi inwestycyjne – handel na ponad 5000 instrumentach OTC
- Kryptowaluty – serwis oraz aplikacja z bieżącymi kursami najpopularniejszych kryptowalut

Usługi dla biznesu:
- Cinkciarz Collect – przelewy walutowe od międzynarodowych kontrahentów
- RegTech – narzędzie do walki z przestępstwami finansowymi
- Kursy Walut dla Biznesu – dostęp do kursów walut online
- Płatności – obsługa płatności w 27 walutach m.in. dla sklepów internetowych
- Audyt walutowy – narzędzie do kompleksowej analizy kursów walut w firmach

## Historia
Prace nad utworzeniem portalu rozpoczęły się w 2006 r. W 2007 r. zarejestrowano domenę internetową Cinkciarz.pl. Pierwsi klienci mogli skorzystać z usługi internetowej wymiany walut w 2008 r. Dwa lata później – w 2010 r. – usługa została udostępniona wszystkim chętnym.
Od tego czasu rozwój firmy potwierdzały rosnące liczby klientów, obsługiwanych banków, walut w ofercie, a z czasem także kolejnych usług. Zwiększały się obroty – w 2014 r. sięgały 8,5 mld zł, w 2017 przekroczyły 17 mld zł. W 2019 r. obroty wyniosły 21 mld zł, a przychody z wymiany walut zwiększyły się o 20%. W kolejnych latach fintech kontynuował wzrosty, osiągając w 2020 r. obroty na poziomie 24,5 mld zł, a w 2021 roku 33 mld zł.
W 2015 r. przedsiębiorstwo podpisało długoletnią umowę sponsorską z występującą w NBA legendarną drużyną Chicago Bulls. W 2017 r. podczas Młodzieżowych Mistrzostw Europy UEFA, została zaprezentowana globalna marka Conotoxia, a od tego samego roku klienci poza Polską mogli korzystać z usług poprzez dedykowaną dla nich domenę Conotoxia.com.
Logo Conotoxia pojawiło się m.in. w “Creed II”, „John Wick 3”, logo Cinkciarz.pl pojawiło się w spocie reklamowym filmu „Terminator: Mroczne przeznaczenie”, a także przedsiębiorstwo zaangażowało się w promocję filmu „Spider-Man: Daleko od domu”.
W 2017 r. aplikacja Cinkciarz.pl do wymiany walut została przetłumaczona na 35 wersji językowych. W tym samym roku wystartowała usługa Forex, a w kolejnych latach oferta rozszerzała się o kolejne – przekazy pieniężne, płatności, RegTech, pożyczki w wielu walutach karty wielowalutowe czy kompleksowe usługi inwestycyjne. Aplikacja Cinkciarz.pl w Google Play została pobrana ponad 1 mln razy.
2 października 2024 roku Komisja Nadzoru Finansowego podjęła decyzję o cofnięciu spółce Conotoxia, działającej przez agentów Cinkciarz.pl i Cinkciarz.pl Marketing zezwolenia na świadczenie usług płatniczych w charakterze krajowej instytucji płatniczej.
Członek zarządu Cinkciarz.pl Robert G. został zatrzymany w 2025 r. pod zarzutem oszustwa na ponad 49 mln zł. Prezesowi Marcinowi P., przebywającemu poza granicami Polski, również postawiono zarzut oszustwa. Zdaniem firmy zabezpieczenia sądowe zastosowano wobec nich bezprawnie, obejmując środki wyższe od koniecznych.

## Rankingi
Cinkciarz.pl zajmuje czołowe miejsca wśród największych przedsiębiorstw w Polsce:
- Ranking “Lista 200” tygodnika Wprost[17]: 4. miejsce w roku 2021[18], 8. miejsce w latach 2017–2020[19] oraz 9. miejsce w 2016 r.
- Ranking Lista “500” dziennika „Rzeczpospolita”:
  - 6. miejsce w roku 2022
  - 7. miejsce w roku 2021
  - 12. miejsce w roku 2020
  - 14. miejsce w roku 2019
  - 11. miejsce w roku 2018[20]
  - 11. miejsce w roku 2017[21]
  - 18. miejsce w roku 2016
- Ranking Lista “2000” dziennika „Rzeczpospolita: 6. miejsce w roku 2021 i 2020, 13. miejsce w roku 2019[22], 10. miejsce w roku 2018 oraz 8. miejsce w roku 2017[23]

Cinkciarz.pl zdobył też kilkadziesiąt nagród i wyróżnień od Bloomberga w typowaniach kursów walut, w tym trzykrotnie za najlepsze na świecie prognozowanie kursu głównej pary walutowej EUR/USD w III i IV kwartale 2019 roku oraz I kwartale 2020 roku.
Pozostałe wybrane nagrody i wyróżnienia:
- Tytuł najlepszego Menedżera Roku 2015 dla Marcina Pióro, Prezesa Cinkciarz.pl[25]
- 3. miejsce w kategorii „Najlepsza polska usługa 2018” rankingu LUBIĘ, BO POLSKIE (listopad 2018 r.)
- 1. miejsce w rankingu Graczy Roku 2016 wg “Forbesa”[26][27]
- 1. miejsce w konkursie Kantor Internetowy Roku wg FxCuffs (marzec 2018 r.)
- 4. miejsce w Rankingu Najcenniejszych Polskich Marek „Rzeczpospolitej” (luty 2018 r.)
- 1. miejsce w kategorii Kantor Online Roku 2021 w konkursie Invest Cuffs 2022.[28]

## Sponsoring
- 2015 – Cinkciarz.pl podpisał 7-letni kontrakt sponsorski z Chicago Bulls[29]
- 2016–2018 – Polska Liga Koszykówki
- 2017 – UEFA EURO Under-21[30]
- 2019 – FIFA U–20 World Cup
- 2011–2016 – Falubaz Zielona Góra
- 2013–2018 – Stelmet Enea BC Zielona Góra
- 2014–2018 – Reprezentacja Polski w piłce nożnej
- 2014–2017 – MKS Cracovia
- 2016–2019 – Jagiellonia Białystok
- 2016–2019 – Pogoń Szczecin
- 2016–2019 – Zagłębie Lubin
- 2016–2019 – Wisła Płock
- 2016–2019 – Ruch Chorzów[31]
- 2016–2019 – Reprezentacja Polski w koszykówce
- 2018-2022 – Reprezentacja Walii w piłce nożnej[32][33]